# Geophagus itapicuruensis
 Geophagus itapicuruensis és una espècie de peix de la família dels cíclids i de l'ordre dels cipriniformes que es troba al riu Itapicuru (Bahia, Brasil).